# Klan MacAlister
MacAlister (gael. MacAlasdair) - szkockie nazwisko i nazwa klanu góralskiego.